# Langues chimbu
Les langues chimbu (ou langues chimbu-wahgi) sont une famille de langues papoues parlées en Papouasie-Nouvelle-Guinée, dans les provinces de Chimbu et des hautes-terres. C'est la famille qui compte le plus grand nombre de locuteurs.

## Classification
Les langues chimbu sont rattachées à une famille hypothétique, les langues trans-Nouvelle Guinée.

## Liste des langues
Selon Foley, les langues chimbu sont:
- kuman
- dom
- golin
- salt-yui
- sinasina
- wahgi
- nii
- narak
- maring
- medlpa
- kaugel